# Исаакиевский наплавной мост
Исаа́киевский наплавно́й мост — несохранившийся наплавной мост через Неву в Санкт-Петербурге. Первый мост через Неву, соединял Васильевский остров с центральной частью города (Адмиралтейским островом). Сохранившиеся устои моста являются памятниками истории и культуры и находятся под охраной государства.

## Расположение
Мост располагался в створе современной Сенатской площади.

## Название
Мост получил своё название от церкви Исаакия Далматского, располагавшейся на левом берегу Невы, там, где сейчас стоит Медный всадник.

## История
В июле 1727 года был наведён наплавной мост, состоящий из 26 деревянных барок-плашкоутов. Мост строился под руководством корабельного мастера Ф. П. Пальчикова и капитана 1 ранга Н. П. Вильбоа. Однако простояв одно лето, в сентябре того же года мост был разобран и «для удобства судового хода» заменён перевозом. Историк П. Н. Петров основной причиной разборки моста называл арест А. Д. Меншикова и конфискацию его дворца: «Думали, что, при существовании моста, удобно могли что-либо увезти из пустых строений». В течение следующих 5 лет, пока двор находился в Москве, мост не наводился.
4 марта 1732 году, после переезда императрицы Анны Иоанновны обратно в Петербург, вышел указ о строительстве нового моста. Наплавной мост наводится на прежнем месте, причём из-за нехватки материалов по распоряжению Адмиралтейств-коллегии для строительства моста были привлечены барки, принадлежащие частным лицам. Через 6 дней после указа, 10 марта 1732 года Ф. Пальчиков вместе с корабельными учениками В. Никитиным, А. Третьевым и П. Качаловым приступил к работе, и уже 30 мая последовал рапорт о её окончании.
Во время шторма в 1733 году мост был разрушен — барки, на которых он стоял, затонули. Третий по счёту мост был наведен в 1733 году «ластовых судов» мастером В. Соловьевым и «лекарским помощником» Стекловым из специально построенных плашкоутов. Мост оказался достаточно надёжным и наводился ежегодно на протяжении многих десятилетий.
До 1754 года за проход и проезд по мосту взималась плата: с каждого прохожего — по 1 копейке, за каждую лошадь — по 2 копейки, с владельцев карет брали 5 копеек. За проход каждого судна при разводке моста — по 1 рублю. Бесплатно пропускались лишь дворцовые кареты, дворцовые курьеры, участники церемоний и пожарные команды. В 1754 году Елизавета Петровна, празднуя день рождения престолонаследника Павла Петровича, отменила плату «мостовых денег».
Дежурный офицер Адмиралтейской коллегии, выполнявший обязанности начальника караула, отвечал за своевременный развод моста в ночное время и чёткое прохождение судов в обе стороны. Во время спуска кораблей на Адмиралтейской верфи мост разводили, «дабы огромный новый спускаемый корабль не повредил мост или колебанием Невы, или могущим случиться ударом».
Исаакиевский мост разводился осенью перед ледоставом и весной, после ледохода, вновь собирался. С 1779 года мост наводился и зимой после ледостава. Для наводки моста требовалось от 4 до 6 дней, причём наводка моста зимой, выполнявшаяся подрядчиками на договорных началах, оплачивалась крупной по тому времени суммой — 1800 рублей.
4 (16) октября 1809 года капитаны судов «Юнона» и «Авось» Николай Хвостов и Гавриил Давыдов пытались при помощи проходившей барки перебраться по разведённому Исаакиевскому мосту с Васильевского острова на другую сторону Невы, но упали в воду и утонули. Их тела не были найдены.

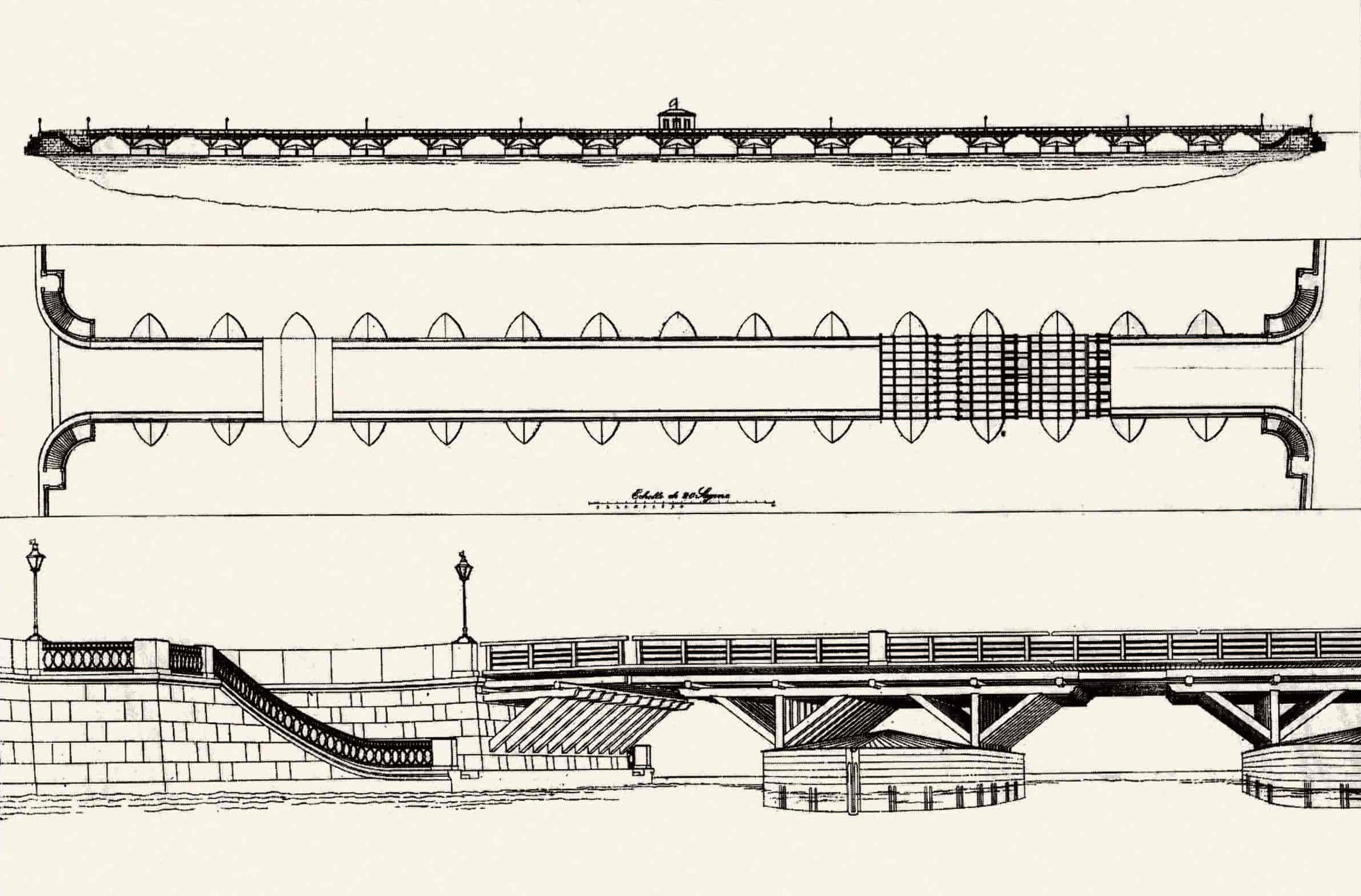
Исаакиевский мост после реконструкции 1819—1821 гг.

К началу 1820-х годов, после формирования ансамбля Сенатской площади, возникла необходимость переустройства моста. В 1819—1821 годах были построены каменные береговые устои, облицованные гранитом, и лестничные спуски к воде. В ноябре 1821 года мост был открыт после реконструкции, производившейся по проекту и под руководством А. А. Бетанкура.
7 ноября 1824 года во время наводнения мост был разрушен: «По разлитии воды Исаакиевский мост, представлявший тогда крутую гору, был силою бури разорван на части, которые понеслись против течения реки в разные стороны так, что несколько флагштоков оного, с находившимися в то время на них людьми, взошли на возвышенный берег Адмиралтейства».
После окончания строительства постоянного Благовещенского моста, расположенного ниже по течению Невы, Исаакиевский мост потерял транспортное значение. В 1853 году Николай I удовлетворил просьбу представителей купечества о перемещении моста к Зимнего дворцу для прямой и постоянной связи с Биржей и другими учреждениями Торгового порта. Проект установки моста на новой трассе разработал инженер И. К. Герард. В состав нового моста вошли 3 плашкоута из старого Исаакиевского. На осуществление проекта ушло более трёх лет. Перемещение Исаакиевского моста было завершено лишь 10 декабря 1856 года. Новый мост стал называться Дворцовым. На старом месте был устроен лодочный перевоз.

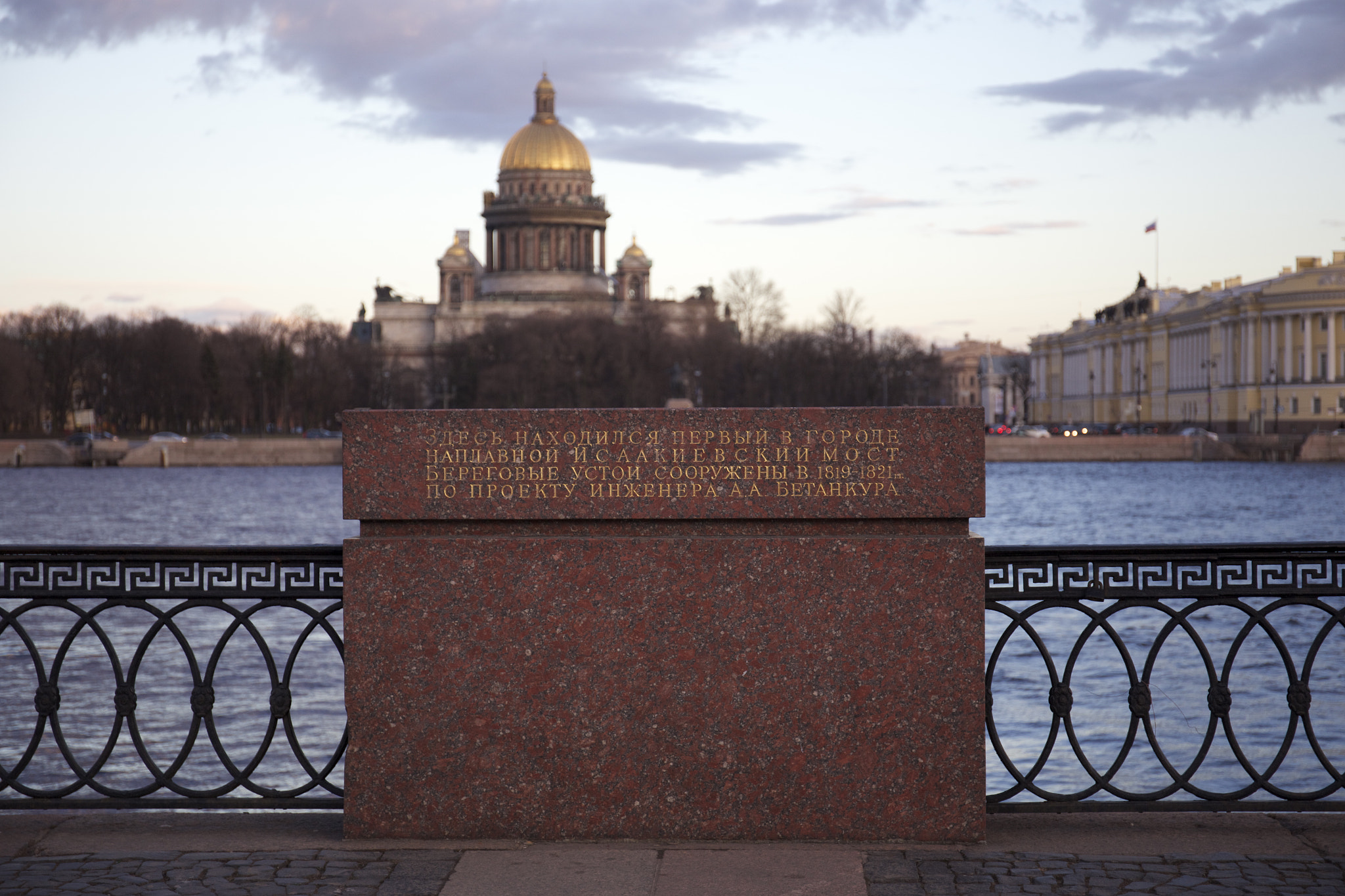
Мемориальная доска на Университетской набережной

В 1912 году, на время сооружения постоянного Дворцового моста, Исаакиевский мост был восстановлен на прежнем месте. В 1914 году Комиссия городской управы предлагала переместить наплавной мост на Малую Неву, в качестве временного обходного моста на время строительства постоянного Биржевого моста.
11 июля 1916 года искра от проходящего по Неве буксирного парохода попала в плашкоут, где располагался запас керосина для освещения моста. Огонь, раздуваемый ветром, быстро охватил весь мост. Ни городские пожарные, ни срочно вызванное из порта пожарное судно не смогли погасить пламя. Существовала опасность повреждения конструкций Николаевского моста, но в итоге огнем опалило лишь краску пролётов моста. Как сообщалось в городской прессе, мост сгорел всего за несколько месяцев до запланированного демонтажа. Поэтесса А. Ахматова, ставшая очевидцем пожара Исаакиевского моста, позднее писала: «…и снова деревянный Исаакиевский мост, пылая, плывет к устью Невы, а я с моим спутником с ужасом глядим на это невиданное зрелище, и у этого дня есть дата — 11 июля 1916 года…».
Напоминанием об этом мосте служат береговые устои с гранитной облицовкой и закругленными лестницами на Адмиралтейской и Университетской набережных. В 1991 году по проекту архитектора В. М. Иванова на Университетской набережной была установлена мемориальная доска:
«Здесь находился первый в городе наплавной Исаакиевский мост. Береговые устои сооружены в 1819—1821 гг. по проекту инженера А. А. Бетанкура. 1727—1916»

## Конструкция
Мост был деревянный наплавной. Пролётные строения, состоящие из балок, поперечин и настила, укладывались на крытые барки, расставленные поперёк реки и закрепленные якорями. Третий и пятый пролёты от берегов были разводными. После реконструкции в 1821 году мост имел каменные береговые устои, пролётное строение подкосной системы опиралось на 15 усовершенствованных закрытых плашкоутов. Ширина моста составляла 18,1 м с двумя отделенными от проезжей части тротуарами по 1,83 м. Мост освещался 23 керосиновыми фонарями.
Для пропуска судов предусматривался вывод одного плашкоута и подъём с двух других смежных с ним плашкоутов половин пролётов посредством несложных устройств с зубчатыми колёсами. Разводка моста производилась в течение двух часов. Для эксплуатации переправы требовалось постоянное присутствие обслуживающего персонала, состоящего из 3 обер-офицеров морской службы, 2 унтер-офицеров и 3 рабочих на каждые два плашкоутов, то есть примерно 30 человек.

## Мост в литературе
Мост упоминается в повести Н. В. Гоголя «Нос»: «Этот почтенный гражданин находился уже на Исакиевском мосту. Он прежде всего осмотрелся; потом нагнулся на перила, будто бы посмотреть под мост: много ли рыбы бегает, и швырнул потихоньку тряпку с носом».